# Biogødning
Biogødning er det spildevandsslam fra rensningsanlæg, som overholder de danske grænseværdier på miljøområdet, og derfor kan recirkuleres som gødning på markerne. 

## Hvad indeholder biogødning
Biogødning har ofte et tørstofindhold på mellem 15 og 30%. Hovedparten af tørstoffet består af organisk materiale, som har bidraget til at rense vandet på rensningsanlægget. Der ud over indeholder biogødning en række næringsstoffer f.eks. kvælstof, fosfor, kalium, svovl og en række mikronæringsstoffer.

## Organisk materiale har positiv effekt på jordstrukturen
Det organiske materiale har en god strukturforbedrende effekt i jorden og er med til at give en mere dyrkningssikker jord. En jord med et højt indhold af organisk materiale har følgende karakteristika: 
- Er god til at tilbageholde næringsstoffer, således at risikoen for udvaskning bliver mindre
- Giver et bedre luftskifte, således at rødderne har mere optimale vækstbetingelser
- Bedre til at fastholde vandet, således at planterne ikke bliver tørkeplagede i tørre perioder om sommeren
- Hurtigere kan ”suge” store nedbørsmængder i forbindelse med skybrud, hvorved der ikke sker erosion
- Nedsætter gnidningsmodstanden i jorden, således at forbruget af brændstof i forbindelse med jordbearbejdningen reduceres

## Gødningsværdi
Biogødning indeholder relativ meget fosfor og kvælstof, som er nødvendige næringsstoffer, for at planter kan vokse. Der ud over indeholder biogødning mindre mængder kalium, svovl og en række mikronæringsstoffer, som ligeledes er en naturlig del af biogødningen. Biogødning kan derfor erstatte industrielt fremstillet kunstgødning, hvorved der spares ressourcer.

## Kontrol af biogødning
I forbindelse med udbringningen af biogødning har en række myndigheder godkendt brugen af produktet som gødning:
- NaturErhvervstyrelsen har fastlagt retningslinjer for analyse af biogødningen[2]
- Miljøstyrelsen har fastsat krav til behandling, grænseværdier og håndtering af biogødning[3]
- Modtagerkommunen har fået info om udbringningen og vurderer, om biogødningen lever op til kravene
- Forsyning indberetter mængder til NaturErhvervstyrelsen
- Modtager indberetter mængder til NaturErhvervstyrelsen via sit gødningsregnskab[4]

## Læs mere
- Videnssyntese og factsheets om: Genanvendelse af spildevandsslam og anden affaldsbiomasse til jordbrugsformål. Institut for Jordbrug og Økologi, Københavns Universitet Arkiveret 7. april 2016 hos  Wayback Machine
- Projekt Crucial. Københavns Universitet (Webside ikke længere tilgængelig)
- Slamspridning på åkermark, HUSHÅLLNINGSSÄLLSKAPENS RAPPORTSERIE 17, 2015